# Church-Turing-hypothese
De Church-Turing-hypothese is een stelling in de berekenbaarheidstheorie, geformuleerd door Alonzo Church en Alan Turing. Deze stelling is eigenlijk een hypothese, aangezien deze nooit zal kunnen worden bewezen. De stelling is de volgende:
Elke mogelijke berekening kan door een algoritme op een turingmachine worden uitgevoerd, mits er genoeg geheugen en tijd beschikbaar is.
Over het algemeen worden aan het algoritme de volgende voorwaarden gesteld:
- Het algoritme bestaat uit een eindig aantal duidelijk gedefinieerde instructies.
- Het algoritme geeft een antwoord binnen een eindig aantal stappen.
- Het algoritme kan in theorie met pen en papier worden uitgevoerd.
- Er is geen kennis nodig behalve hoe de instructies moeten worden uitgevoerd.

Dit lijkt allemaal duidelijk maar is niet formeel genoeg. Bijvoorbeeld 'elke mogelijke berekening', een 'duidelijk gedefinieerde instructie' en de 'kennis hoe de instructies moeten worden uitgevoerd' zijn onvoldoende gedefinieerd. Vanwege deze onduidelijkheden is deze stelling moeilijk te bewijzen of te ontkrachten.

## Afgeleide stellingen
Er zijn afgeleide stellingen naar voren gebracht, waarover wordt gediscussieerd dat zij al dan niet zijn weerlegd. 

### Physical Church–Turing thesis
Elke functie die fysiek berekend kan worden kan door een turingmachine worden berekend.
Deze bewering is mogelijk weerlegd toen Willem Fouché in 2002 ontdekte dat een turingmachine waarschijnlijk niet de waarden kan benaderen voor een eendimensionale brownse beweging op rationale punten in de tijd.

### Strong Church–Turing thesis
Elk 'redelijke' berekeningsmodel kan efficiënt door een probabilistische turingmachine worden gesimuleerd.
Er lijkt bewijs te zijn dat dit niet waar is: een getal kan wel efficiënt op een kwantumcomputer in priemfactoren worden ontbonden, maar er is nog geen algoritme gevonden dat dit met een turingmachine kan doen.